# Hyperion Solutions
A Hyperion Solutions Corporation é uma empresa que desenvolve softwares voltados para a área de Business Intelligence (BI) e Business Performance Management (BPM).